# E Depois do Adeus
E Depois do Adeus (En català I després de l'adéu) fou l'entrada de Portugal al festival d'Eurovisió el 1974. Cantada per Paulo de Carvalho, va ser usada també com a senyal per a l'inici de la Revolució dels clavells aqueix mateix any.